# Hughes de Fierlant

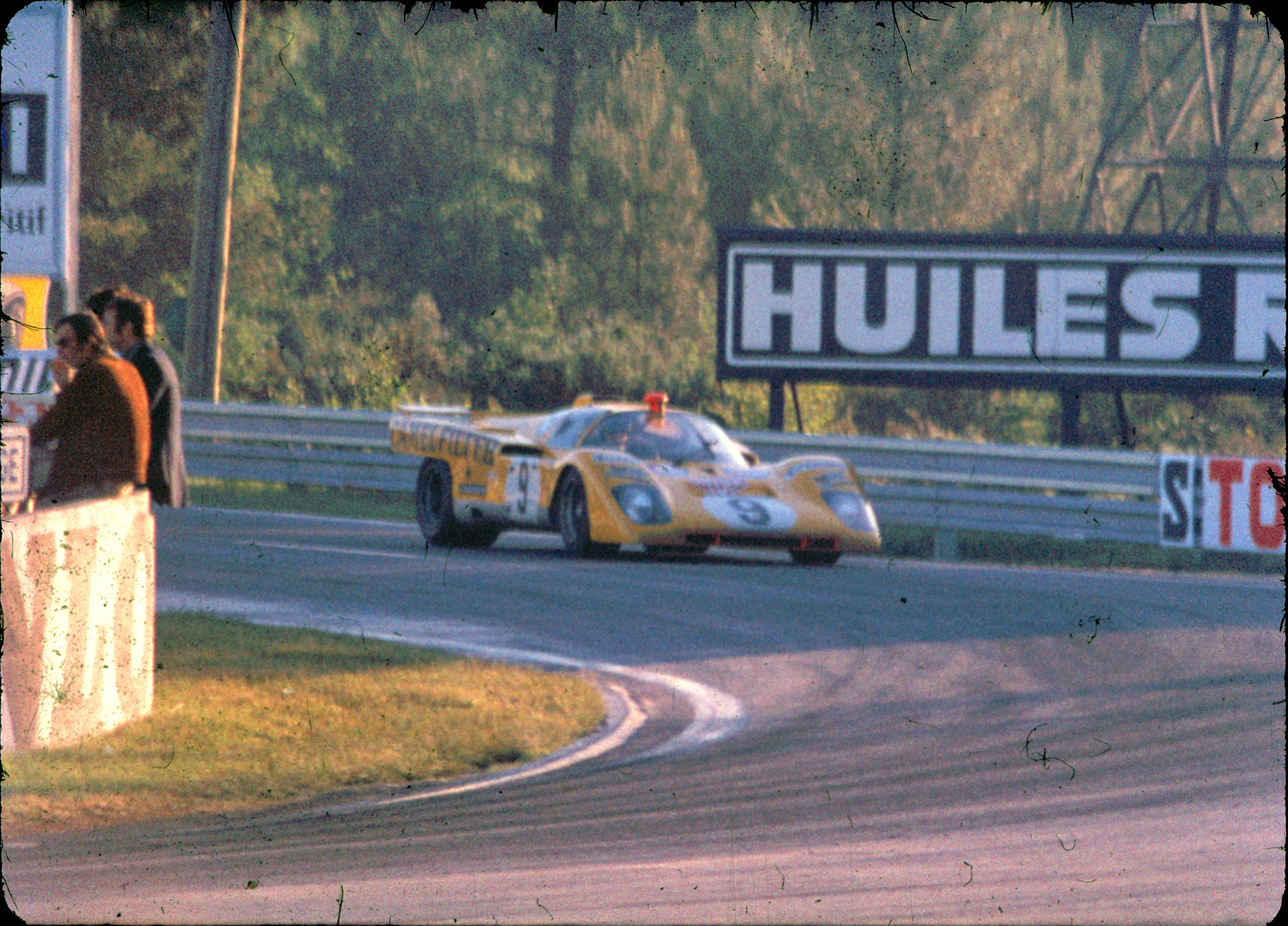
Der Ferrari 512M von Alain de Cadenet und Hughes de Fierlant beim 24-Stunden-Rennen von Le Mans 1971

Baron Hughes „Hugh“ de Fierlant Dormer, auch Hugues de Fierlant, (* 19. Dezember 1942 in Freux) ist ein ehemaliger belgischer Autorennfahrer.

## Karriere
Hugh de Fierlant war in den 1970er-Jahren im Touren- und Sportwagensport aktiv und erfolgreich. Er gehörte mit Jean Xhenceval und Pierre Dieudonné zum belgischen Triumvirat, das vor allem mit Rennfahrzeugen von BMW in der Tourenwagen-Europameisterschaft Erfolge feierte. 1976 gewann das Trio unter anderem das 24-Stunden-Rennen von Spa-Francorchamps. Siebenmal war der Belgier auch beim 24-Stunden-Rennen von Le Mans am Start. Sein Debüt gab er 1970 im Ferrari 512S der Ecurie Francorchamps. Sein dabei erzielter fünfter Gesamtrang blieb seine beste Platzierung bei diesem Langstreckenrennen.

## Statistik

### Le-Mans-Ergebnisse
| Jahr | Team                            | Fahrzeug            | Teamkollege        | Teamkollege            | Platzierung | Ausfallgrund     |
| ---- | ------------------------------- | ------------------- | ------------------ | ---------------------- | ----------- | ---------------- |
| 1970 | Ecurie Francorchamps            | Ferrari 512S        | Alistair Walker    |                        | Rang 5      |                  |
| 1971 | Ecurie Francorchamps            | Ferrari 512M        | Alain de Cadenet   |                        | Ausfall     | Antriebswelle    |
| 1972 | Ecurie Bonnier Switzerland      | Lola T280           | Jorge de Bagration | Mário de Araújo Cabral | Ausfall     | Kupplungsschaden |
| 1973 | Equipe Gitanes Cigarette France | Lola T282           | Jean-Louis Lafosse | Reine Wisell           | Ausfall     | Ölpumpendefekt   |
| 1974 | Ecurie Francorchamps            | Porsche Carrera RSR | Richard Bond       |                        | Ausfall     | Kupplungsschaden |
| 1975 | Ecurie Francorchamps            | Ferrari 365 GTB4    | Teddy Pilette      | Jean-Claude Andruet    | Rang 12     |                  |
| 1976 | BMW Motorsport GmbH             | BMW 3.5 CSL         | Sam Posey          | Harald Grohs           | Rang 10     |                  |

### Einzelergebnisse in der Sportwagen-Weltmeisterschaft
| Saison | Team                                    | Rennwagen                     | 1   | 2   | 3   | 4   | 5   | 6   | 7   | 8   | 9   | 10  | 11  | 12  | 13  | 14  |
| ------ | --------------------------------------- | ----------------------------- | --- | --- | --- | --- | --- | --- | --- | --- | --- | --- | --- | --- | --- | --- |
| 1967   | Barracuda                               | Honda S800                    | DAY | SEB | MON | SPA | TAR | NÜR | LEM | HOK | MUG | BRH | CCE | ZEL | OVI | NÜR |
| 1967   | Barracuda                               | Honda S800                    |     |     | 25  |     |     |     |     |     |     |     |     |     |     |     |
| 1970   | Ecurie Francorchamps                    | Ferrari 512S                  | DAY | SEB | BRH | MON | TAR | SPA | NÜR | LEM | WAT | ZEL |     |     |     |     |
| 1970   | Ecurie Francorchamps                    | Ferrari 512S                  |     |     |     |     |     | 8   |     | 5   |     |     |     |     |     |     |
| 1971   | Ecurie Francorchamps Jacques Swaters    | Ferrari 512S                  | BUA | DAY | SEB | BRH | MON | SPA | TAR | NÜR | LEM | ZEL | WAT |     |     |     |
| 1971   | Ecurie Francorchamps Jacques Swaters    | Ferrari 512S                  | 6   | DNF |     |     |     |     |     |     | DNF |     |     |     |     |     |
| 1972   | Ecurie Bonnier Belgian Racing           | Lola T212 Lola T280 Lola T290 | BUA | DAY | SEB | BRH | MON | SPA | TAR | NÜR | LEM | ZEL | WAT |     |     |     |
| 1972   | Ecurie Bonnier Belgian Racing           | Lola T212 Lola T280 Lola T290 | DNF |     |     |     | DNF | 5   |     | DNF | DNF | 7   |     |     |     |     |
| 1973   | Scuderia Filipinetti Equipe Gitanes     | Lola T282                     | DAY | VAL | DIJ | MON | SPA | TAR | NÜR | LEM | ZEL | WAT |     |     |     |     |
| 1973   | Scuderia Filipinetti Equipe Gitanes     | Lola T282                     | DNF |     |     |     |     |     |     | DNF |     |     |     |     |     |     |
| 1974   | Ecurie Francorchamps Gulf Racing Suisse | Porsche Carrera RSR Lola T284 | MON | SPA | NÜR | IMO | LEM | ZEL | WAT | LEC | BRH | KYA |     |     |     |     |
| 1974   | Ecurie Francorchamps Gulf Racing Suisse | Porsche Carrera RSR Lola T284 |     |     |     |     | DNF |     |     | DNF |     |     |     |     |     |     |
| 1976   | Alpina                                  | BMW 3.5 CSL                   | MUG | VAL | NÜR | MON | SIL | IMO | NÜR | ZEL | PER | WAT | MOS | DIJ | DIJ | SAL |
| 1976   | Alpina                                  | BMW 3.5 CSL                   |     | 2   |     |     | 4   |     |     | DNF |     |     |     |     |     |     |